# Хоуда (город)
Хоуда (африк. и англ. Gouda) — небольшой город на юго-западе Южно-Африканской Республики, на территории Западно-Капской провинции. Входит в состав района Кейп-Вайнлендс. Является частью местного муниципалитета Дракенстейн.

## Этимология
Поселение получило своё современное название в 1929 году. До этого оно называлось Портервилл-Роуд. Есть две версии происхождения топонима Хоуда: согласно первой, название восходит к койсанскому слову, означающему антилопа; согласно второй версии, Gouda происходит от другого топонима — голландского города Гауда.

## Географическое положение
Город расположен в западной части провинции, на левом берегу реки Клейн-Берхрифир (правый приток реки Берхрифир), на расстоянии приблизительно 62 километров (по прямой) к северо-северо-востоку (NNE) от Кейптауна, административного центра провинции. Абсолютная высота — 42 метра над уровнем моря.

## Климат
Климат города субтропический средиземноморский. Среднегодовое количество осадков — 511 мм. Наибольшее количество осадков выпадает в период с апреля по октябрь. Средний максимум температуры воздуха варьируется от 17,6 °C (в июле), до 30,8 °C (в феврале). Самым холодным месяцем в году является июль. Средняя минимальная ночная температура для этого месяца составляет 5,8 °C.

## Население
По данным официальной переписи 2001 года, население составляло 2580 человек, из которых мужчины составляли 47,98 %, женщины — соответственно 52,02 %. В расовом отношении цветные составляли 89,11 % от населения города, негры — 7,87 %, белые — 3,02 %. Наиболее распространёнными среди горожан языками были: африкаанс (92,95 %), коса (5,66 %), английский (1,4 %).

Согласно данным, полученным в ходе проведения официальной переписи 2011 года, в Хоуде проживало 3441 человек, из которых мужчины составляли 49 %, женщины — соответственно 51 %. В расовом отношении цветные составляли 89,94 % от населения города, негры — 8,46 %; белые — 1,31 %; азиаты (в том числе индийцы) — 0,17 %, представители других рас — 0,09 %. Наиболее распространёнными среди жителей города языками являлись: африкаанс (90,64 %), коса (4,85 %), английский (1,63 %), тсвана (0,99 %) и сесото (0,84 %).

## Транспорт
Через город проходит региональное шоссе R44. Имеется железнодорожная станция.